# Naturschutzgebiet Lennestau in Werdohl-Lengelsen/Wilhelmstal
Das Naturschutzgebiet Lennestau in Werdohl-Lengelsen/Wilhelmstal ist ein 13,3 ha großes Naturschutzgebiet (NSG) nördlich von Werdohl im Märkischen Kreis in Nordrhein-Westfalen. Das NSG wurde 1986, 2000 und 2006 von der Bezirksregierung Arnsberg per Verordnung als NSG ausgewiesen. Das NSG liegt östlich vom Wasserkraftwerk Wilhelmsthal.

## Gebietsbeschreibung
Bei dem NSG handelt es sich um den Lennestau Wilhelmstal mit einer Länge von rund 800 m. Die nördliche Gebietsgrenze wird von der Bundesstraße 236 gebildet, am südlichen Gebietsrand verläuft die Bahnstrecke Hagen–Siegen.
Neben der offenen Wasserfläche der Lenne gehören der angrenzende Auwald und Großseggenrieder zum NSG. Der Stau ist ein wichtiges Rast- und Nahrungsgebiet der hier rastenden und überwinternden Zugvögel. Der Stau ist auch eine wichtige Brutstätte für Wasservögel.

## Tourismus
Durch das Schutzgebiet führen keine öffentlichen Wege, Unbefugte dürfen es grundsätzlich nicht betreten. Blicke ins Gebiet sind jedoch von den angrenzenden Straßen und Wegen aus möglich, besonders gut von der Lennebrücke zwischen Lengelsen und Höllmecke. Wasserwanderer dürfen die Lenne im NSG befahren, sofern sie dies zügig tun und nur den Bereich am rechten bzw. nördlichen Ufer nutzen (maximal 10 m Uferabstand).